# Dalsfjordbrua
Dalsfjordbrua je visutý silniční most přemosťující fjord Dalsfjorden v blízkosti vesnice Dale mezi obcemi Askvoll a Fjaler v norském kraji Sogn a Fjordane.
Most byl postaven jako součást projektu Dalsfjordsambandet, který zajistil dopravní spojení Askvollu a Fjaleru. Spojení těchto dvou obcí bylo původně navrženo v 60. letech a jeho výstavba byla zahájena v roce 1975 u přístavu v Eike na severní straně fjordu, ale po 4 letech stavby, kdy byly dokončeny pouze čtyři kilometry cesty a jeden z tunelů, byly práce zastaveny a obnoveny až v roce 2010.
Výstavba mostu byla zahájena v září 2010 a otevřený byl 14. prosince 2013. Most vchází z obou stran do tunelů; na západní straně vchází do tunelu Ottersteintunnelen a na východní do tunelu Nishammartunnelen. Celková délka mostu je 619 m, délka hlavního rozpětí je 523 m a šířka mostu je 12 m. Výška pylonů je 101 m.
Finanční náklady na celý projekt činily 1,1 mld. NOK.